# Орёл (фильм, 1925)
«Орёл» (англ. The Eagle) — американский чёрно-белый немой художественный фильм режиссёра Кларенса Брауна с участием популярного актёра — звезды немого кино Рудольфа Валентино. Фильм, снятый в 1925 году, является вольной экранизацией произведения Александра Сергеевича Пушкина «Дубровский».

## Сюжет
Офицер императорской гвардии Владимир Дубровский обратил на себя внимание царицы Екатерины II после спасения молодой девушки Маши. Царица пыталась соблазнить понравившегося ей храброго красавца-офицера, но корнет Дубровский отвергает её, покидает армию и становится изгоем.
По возвращении домой он узнаёт, что отец его при смерти, потерявший всё имущество и землю, отобранные у него новым соседом Кириллом Троекуровым и продажным судьёй. Отец умирает у сына на руках. Владимир клянётся отомстить и, собрав шайку разбойников, становится «Чёрным Орлом», своего рода Робин Гудом в чёрной маске. Во главе отряда всадников он встаёт на защиту бедных и угнетённых, но когда его люди захватывают девушку Машу, спасённую им однажды — он узнаёт, что она является дочерью того самого, ненавистного ему Кирилла Троекурова. Он тем не менее отпускает её.
Под именем учителя французского языка Леблана, он проникает в поместье Кирилла. Однажды ночью, скрыв своё лицо под маской, Владимир ворвался в спальню Кирилла. Старик на коленях просит пощады. Появляется Маша, и Чёрный Орёл сбегает через окно. Через несколько минут Дубровский вновь предстанет перед ней в облике учителя.
Схваченному казаками ближайшему помощнику Чёрного Орла Кирилл устраивает порку. Дубровский освобождает его и, сообщив своё настоящее имя, мчится прочь, прихватив с собой возлюбленную. Он схвачен полицией, но в тюрьме регистрирует брак с Машей. Царица с сожалением подписывает ему смертный приговор, но в конце концов передумывает и позволяет ему под чужим именем оставить Россию и уехать с Машей.

## В ролях
- Рудольф Валентино — Владимир Дубровский
- Вильма Банки — Маша Троекурова
- Луиза Дрессер — царица
- Альберт Конти — Кушка
- Джеймс Маркус — Кирила Троекуров
- Джордж Николс — судья
- Кэрри Кларк Уорд — тётя Аурелия
- Споттисвуд Аиткен — отец Дубровского (в титрах не указан)
- Гэри Купер — казак в маске (в титрах не указан)
- Мак Суэйн — хозяин гостиницы (в титрах не указан)
- Густав фон Сейффертиц — слуга, прислуживающий за ужином (в титрах не указан)

## Критика
Последние несколько фильмов Валентино не были особенно хорошо восприняты, но «Орёл» получил хорошие отзывы критиков и успех в прокате — хотя он и не был таким успешным, как его следующий фильм «Сын шейха».
В 2001 году фильм участвовал в номинации 100 самых остросюжетных американских фильмов за 100 лет по версии AFI.

## Премьеры
- США — 8 ноября 1925 года состоялась американская премьера фильма.
- Великобритания — 22 февраля 1926 года состоялась европейская премьера в Лондоне.